# Transport de personnes à moto

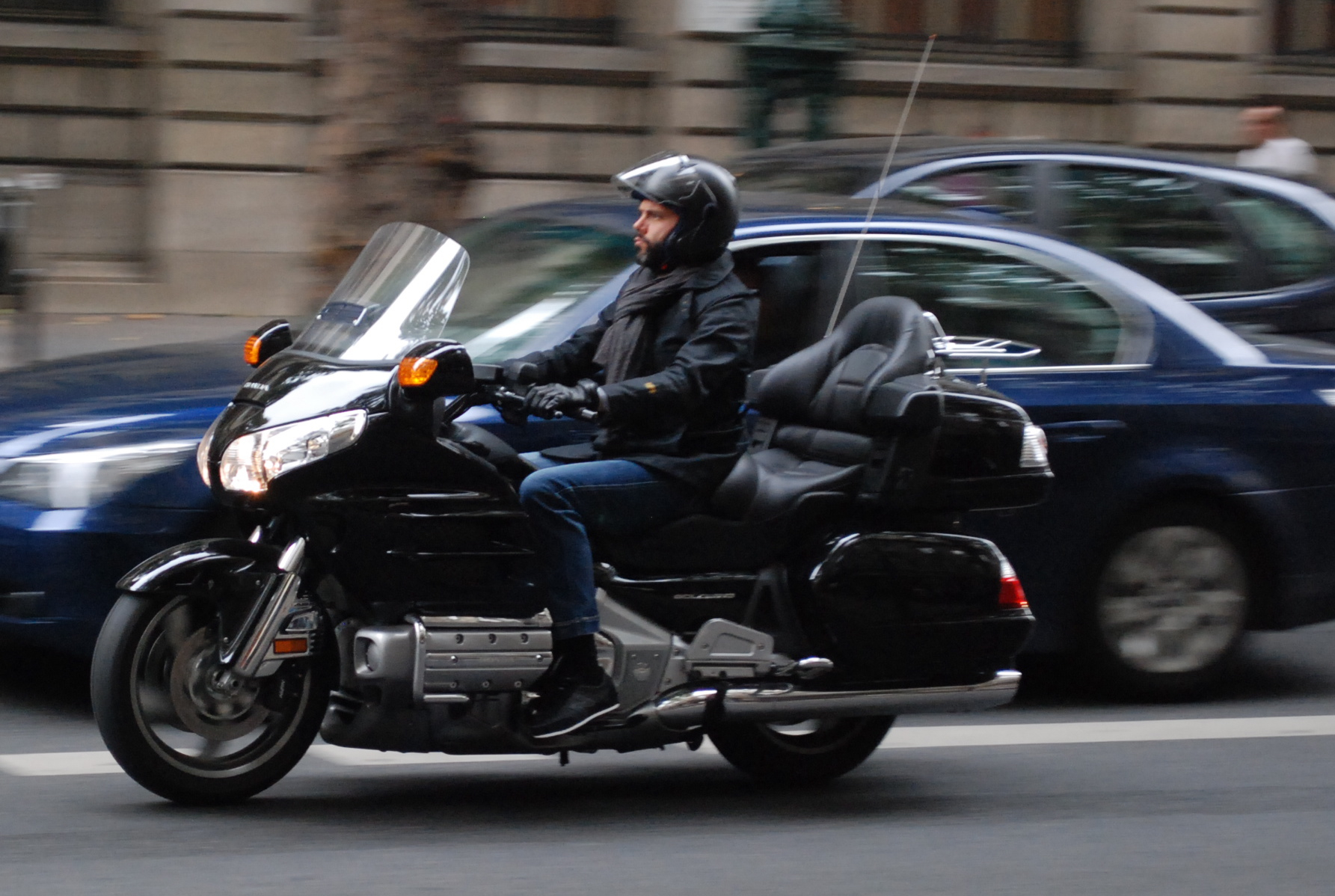
Moto de transport de personnes à moto circulant à Paris.

Le transport de personnes à moto consiste à transporter une personne sur un deux-roues motorisé.

## Historique
Développé notamment en Asie et en Afrique, ce type de transport a fait son apparition en Europe et aux États-Unis dans les agglomérations caractérisées par une circulation automobile dense et un engorgement entraînant une faible vitesse moyenne des déplacements en voiture particulière. 

## Afrique
- Bend-skin, ben-sikin ou benzikin : au Cameroun ; les transports à moto sont réglementés depuis le décret N°2008/3447/PM/ du 31 décembre 2008, qui est appliqué à partir de 2012. Ce décret prévoit notamment un casque par personne (conducteur et passager), mais en pratique cette règle n'est pas suivie[1],[2].
- Transport de personnes-Scooter  : en Tunisie les transporteurs à moto sont réglementés depuis le 28 novembre 2019[3].
- Zémidjan : au Bénin et au Togo.
- Kabu-kabu au Niger.
- Okada, au Nigeria (nom d’une marque japonaise).
- Boda-boda en Afrique de l'Est.

## Amérique
En République dominicaine, on peut parfois trouver des motos de transport de personnes à la campagne, pour de petits trajets, par exemple en intermodalité, entre l'arrêt de la ligne de bus et le village. Les valises ou sacs de provisions sont placés sur les genoux du conducteur et du passager. Ce dernier doit faire attention à ne se brûler la jambe contre le pot d'échappement. La sécurité est importante, et les limites de vitesse et les règles de priorité sont généralement respectées. Si un casque est disponible, il est réservé au passager.

## Asie du Sud-Est
Au Viêt Nam, les motos de transport de personnes (xe om), sont nombreuses dans les grandes villes. En tant que profession libre, le transport de personnes par véhicule à deux-roues motorisé se pratique sans aucun permis et aucun texte de loi n'est rédigé jusqu'à maintenant[Quand ?] pour réglementer les chauffeurs et leurs véhicules. Pour pratiquer ce métier, il faut seulement un deux-roues motorisé, des casques et surtout des connaissances sur les routes et directions, ainsi que la capacité à conduire de façon sure et rapide. Un chauffeur de moto de transport de personnes peut gagner en moyenne 150 USD par mois au Vietnam.[réf. souhaitée]
Au Cambodge, le conducteur de moto-transport-de-personnes s'appelle un motodop. Le métier tend à disparaître depuis l'émergence des autorickshaws indiens  et des sociétés privées de réservation de transport de personnes et rickshaws en ligne de type Uber dont PassApp est le leader au Cambodge.

## Europe
Arrivé en Europe à la fin des années 1990, principalement à Londres et à Paris, le transport de personnes à moto s'est particulièrement développé à partir des années 2000 avec des entreprises structurées qui embauchent des chauffeurs à temps plein. Les indépendants ont aussi évolué en se fédérant grâce à des outils modernes de communication dédiés à leur activité ainsi qu'un système de géolocalisation pour permettre de répondre à la demande des clients dans les plus brefs délais. La majorité des indépendants ont investi dans un site internet avec formulaire de réservation en ligne ; en 2018, on recense par exemple une cinquantaine de plates-formes en ligne dédiées à cette activité en région parisienne. Proposant principalement des deux-roues de type maxi scooter 650 cm3, Honda Goldwing 1800 ou Honda ST Pan-European, très aboutis sur le plan de la sécurité et des équipements. Ce service s'adresse principalement aux cadres de grandes entreprises mais aussi aux particuliers qui souhaitent gagner du temps dans les embouteillages parisiens pour se rendre aux aéroports de Paris, gares ferroviaires ou encore des centres d'affaire (La Défense).

### France
Il existe en France depuis le 22 juillet 2009 une loi qui régit le transport de personnes à 2 ou 3 roues. Un décret publié le 20 octobre 2010 au Journal officiel (applicable le 1er avril 2011) réglemente la profession : carte professionnelle, attestation d'entretien annuel, signalétique spécifique, caractéristiques du véhicule, aptitude médicale et compétences professionnelles du conducteur. Le client doit réserver et ne peut être pris à la volée (comme un véhicule de transport avec chauffeur (VTC)).